# Chu Duật Việt
Minh Văn Tông hay Thiệu Vũ Đế (chữ Hán: 紹武帝; 1605 – 20 tháng 1, 1647), tên thật là Chu Duật Việt (朱聿𨮁), là vị Hoàng đế tại vị ngắn nhất của nhà Nam Minh, chỉ vỏn vẹn đúng 41 ngày (11 tháng 12 năm 1646 – 20 tháng 1, 1647). Trong thời gian trị vì ngắn ngủi của mình, ông chỉ đặt một niên hiệu là Thiệu Vũ nên còn gọi là Thiệu Vũ Đế (紹武帝).

## Thân thế
Chu Duật Việt là em trai của Long Vũ Đế Chu Duật Kiện. Ông là cháu 9 đời của Minh Thái Tổ Chu Nguyên Chương. Trực hệ của Long Vũ Đế và ông là Đường Định vương Chu Kính (唐定王.朱桱), Hoàng tử thứ 23 của Thái Tổ.
Năm 1646, sau khi chính quyền Long Vũ diệt vong, Đường vương Chu Duật Việt hay tin đã chạy từ Phúc Kiến chạy đến Quảng Châu. Tháng 12 cùng năm, Đại học sĩ Tô Quan Sinh (蘇觀生), Long Vũ phục thần Hà Ngô Sô (何吾騶) tại Quảng Châu đã lập Chu Duật Việt làm Đế, cải nguyên là Thiệu Vũ (紹武), chỉ lên ngôi trước Quế vương Chu Do Lang vài ngày.

## Tranh ngôi Hoàng thống
Sau khi Thiệu Vũ Đế lên ngôi, trong tháng đó Chu Do Lang (cháu nội của Minh Thần Tông) cũng lên ngôi tại Triệu Khánh, lấy niên hiệu là Vĩnh Lịch. Hai bên đánh nhau liên miên để tranh đoạt địa vị chính thống. Lý Thành Đống (李成棟) của quân Thanh thừa lúc 2 bên tàn sát lẫn nhau đã tiến đánh Triều Châu, Huệ Châu của Quảng Đông, lệnh cho quan lại đã đầu hàng giữ nghiêm bí mật, khiến Thiệu Vũ đế không hay biết 2 khu vực trên đã bị vây khốn.

### Tự sát
Ngày 25 tháng 12 năm 1646, quân Thanh bất ngờ tiến đánh Quảng Châu, Chu Duật Việt bị bắt, giam tại Đông sát viện (東察院). Lý Thành Đống cho người đưa cơm đến, Chu Duật Việt nói rằng:
"Nếu ta uống của các ngươi một giọt nước, thì làm sao đi gặp tổ tiên nơi chín suối."
Nói rồi tối hôm đó, ông thắt cổ tự vẫn, kết thúc chính quyền Thiệu Vũ, tại vị được 41 ngày.

## Lăng mộ
Thiệu Vũ Đế được hợp táng cùng với con cháu ông và các đại thần, ước khoảng hơn 50 người. Vị trí ngôi mộ nằm trong công viên Việt Tú (越秀) của thành phố Quảng Châu, tỉnh Quảng Đông. Thời Quang Tự (1883), thân sĩ vùng Việt Đông khi trùng tu mộ, đã dựng một tấm bia đá, trên bia khắc âm 6 chữ lớn: Minh Thiệu Vũ quân thần trủng (明紹武君臣冢). Mộ không vun nấm, chung quanh trồng cỏ cây, quang cảnh thanh u nghiêm trang.